# Sartaguda
Sartaguda è un comune spagnolo di 1 321 abitanti situato nella comunità autonoma della Navarra.